# Рикерот
Рикерот (њем. Rückeroth) општина је у њемачкој савезној држави Рајна-Палатинат. Једно је од 192 општинска средишта округа Вестервалд. Према процјени из 2010. у општини је живјело 537 становника. Посједује регионалну шифру (AGS) 7143064.

## Географски и демографски подаци
Рикерот се налази у савезној држави Рајна-Палатинат у округу Вестервалд. Општина се налази на надморској висини од 282 метра. Површина општине износи 3,5 km². У самом мјесту је, према процјени из 2010. године, живјело 537 становника. Просјечна густина становништва износи 155 становника/km².